# Sedelsberg

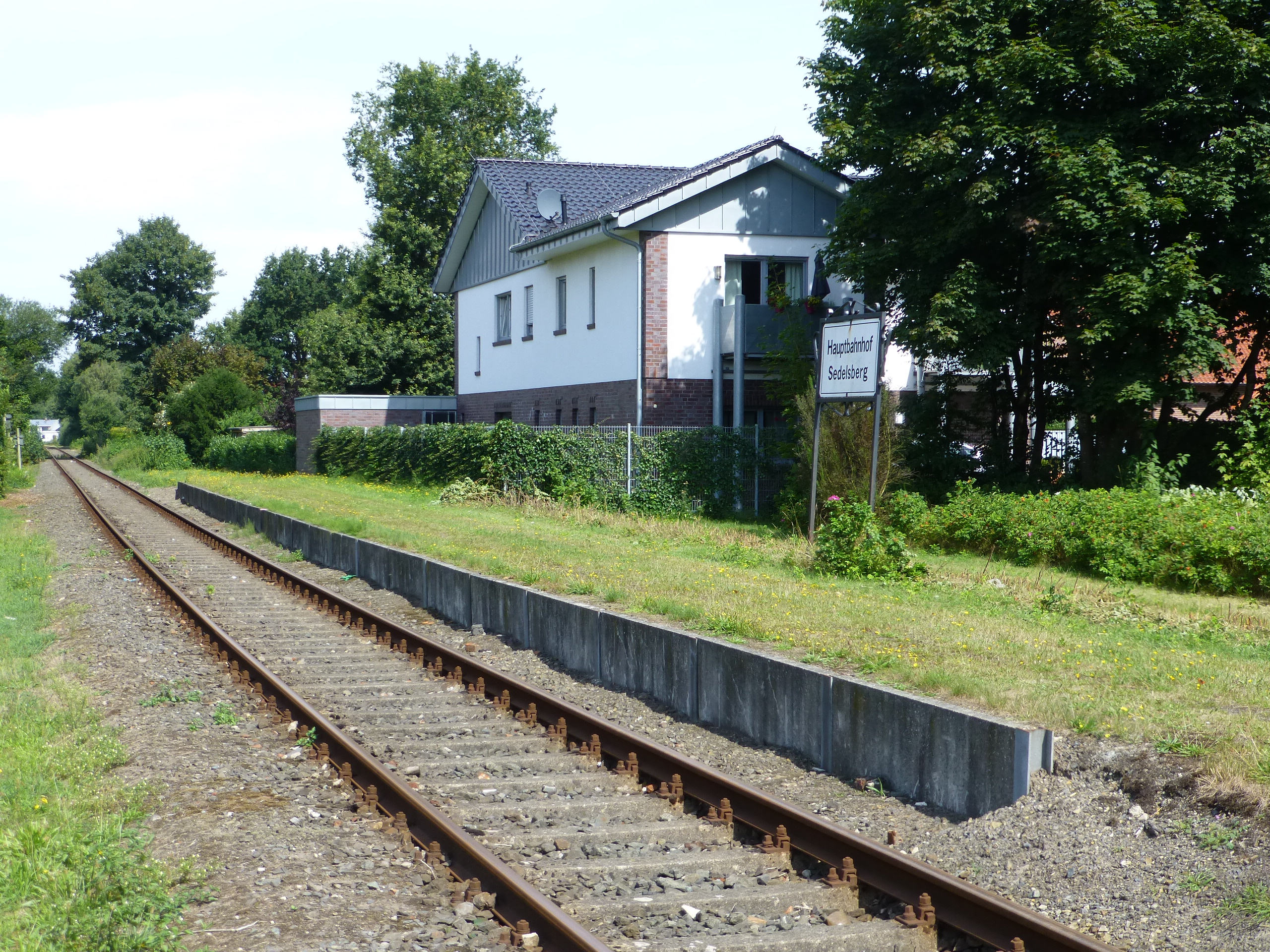
Bahnhof Sedelsberg

Sedelsberg (saterfriesisch Seedelsbierich) ist ein Ortsteil der Gemeinde Saterland im Landkreis Cloppenburg in Niedersachsen.

## Geographie
Das Dorf liegt östlich der B 72 und nördlich des Küstenkanals. Die Bahnstrecke Cloppenburg–Ocholt verläuft durch den Ort. Nördlicher Nachbar ist Scharrel, südlicher ist Neuscharrel.

## Geschichte
Sedelsberg gehörte in den 1850er Jahren zur Bauerschaft Scharrel und hatte 79 Einwohner.
Durch die Gebietsreform wurde Sedelsberg am 1. März 1974  aus der Gemeinde Scharrel ausgegliedert und als eigener Ortsteil mit Ramsloh, Scharrel und Strücklingen zur Gemeinde Saterland zusammengefasst.